# Wim ten Broek

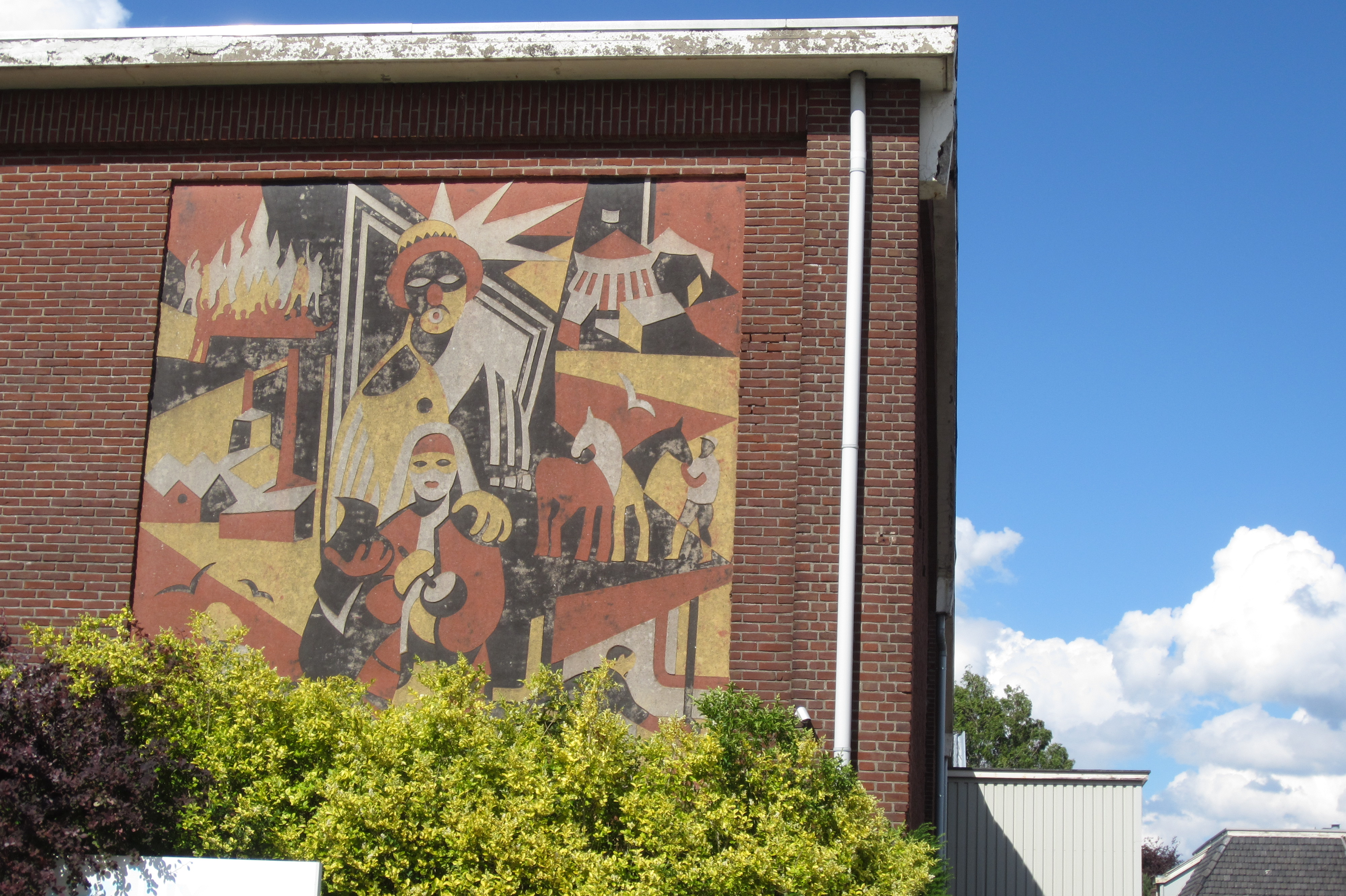
Sgrafitto (1958), pand van de voormalige Twentse Stoomblekerij in Goor

Wim ten Broek (Amsterdam, 2 januari 1905 - Hoorn, 28 december 1993) was een Nederlands graficus, aquarellist, glaskunstenaar en (wand)schilder.

## Leven en werk
Wim ten Broek was een veelzijdig kunstenaar die al op jeugdige leeftijd (1920-1923) aan de Teekenschool voor Kunstambachten in Amsterdam een opleiding volgde. Tussen 1932 en 1937 studeerde hij, samen met Johan Haanstra, aan de Rijksakademie van beeldende kunsten Amsterdam. Daar was hij een leerling van H.A. van der Wal.
Zijn werkzame leven begon hij in 1920 bij de Plateelbakkerij de Distel in Amsterdam. Vanaf 1923 kreeg hij als graficus en retoucheur een baan bij de Union Chemisch Grafische Kunstinrichting.
Al in de jaren dertig voor de Tweede Wereldoorlog maakte Wim ten Broek de beroemde affiches voor de Holland-Amerika Lijn. Daarin is de invloed van A.M. Cassandre herkenbaar. Ook Wim ten Broek werkte voor de HAL met grote vlakken en strakke lijnen; daarin domineren primaire kleuren geaccentueerd met door spuittechniek verkregen schaduwen. Daarnaast maakte hij grafisch werk voor onder andere de Wereldtentoonstelling in New York, voor Werkspoor en de Hoogovens. Ook tekende hij strips voor Het Parool. Hij werkte ook op locatie, bijvoorbeeld in Veere.
In 1940 kwam hij naar Goor waar onder andere de directeuren van Eternit, de Twentse Stoomblekerij en de Twentse Katoendrukkerij tot zijn opdrachtgevers behoorden. Ook vervalste hij in de oorlogstijd stempels en persoonsbewijzen.
Op 12 december 1945 was Wim ten Broek samen met Folkert Haanstra Sr. in diens atelier aan de Iependijk in Goor, een van de oprichters van De Nieuwe Groep ('de modernen' in het oosten des lands). De oprichters waren de drie Haanstra’s, Riemko Holtrop, Ben Akkerman, ten Broek zelf, Bas Kleingeld en Jan Broeze. Folkert Haanstra was voorzitter, Wim ten Broek secretaris. De Nieuwe Groep speelde een rol in de doorbraak van de moderne kunst in Twente.
Wim ten Broek woonde en werkte meer dan twintig jaar in Goor. In het oude gemeentehuis van Goor is onder andere een enorm glas-in-loodraam te vinden en in een muur van de voormalige Twentse Stoomblekerij is een sgraffito van Ten Broek gemetseld. Het historische sgraffito in de muur van de voormalige Gijminkschool werd in 2012 uit de muur getakeld en verplaatst naar kinderboerderij Het Kukelnest.
In 1967 verhuisde Wim ten Broek met zijn vrouw naar Ommen. Op latere leeftijd ging hij steeds slechter zien en als gevolg daarvan steeds minder schilderen.
Wim ten Broek overleed in 1993 in Hoorn (Noord-Holland).

## Tentoonstellingen
Wim ten Broek nam onder andere deel aan de groepstentoonstellingen van de Nieuwe Groep
- 1945 Noodrestaurant Hengelo
- 1946 Electra Hengelo
- 1946 Zutphen
- 1946 Goor
- 1947 Zutphen
- 1949 Zwolle
- 1949 Vondelparkpaviljoen ICC Amsterdam
- 1950 Frans Hals museum Haarlem
- 1970 Rijksmuseum Twente Enschede
- 2016 HeArtGallery Hengelo